# Неа-Перамос (Кавала)
Не́а-Пе́рамос (греч. Νέα Πέραμος) — приморский малый город в Греции. Административно относится к общине Пангеон в периферийной единице Кавала в периферии Восточная Македония и Фракия. Расположен на высоте 10 м над уровнем моря, на берегу бухты Элефтере залива Кавала. Население 3514 человек по переписи 2011 года.

## История
После Малоазийской катастрофы беженцы из Перамоса, ныне Каршияка на восточном берегу полуострова Капыдагы, клинообразно вдающегося к северу в Мраморное море, переселились в Кавалу и Аттику, где основали современный город Неа-Перамос. До 1925 года (ΦΕΚ 171Α) поселение в Македонии называлось Калья-Цифлик (Καλιά Τσιφλίκ), затем переименовано в Неа-Перамос.

## Сообщество
Сообщество Неа-Перамос (Κοινότητα Πραβίου) создано в 1925 году (ΦΕΚ 171Α). В сообщество входят 3 населённых пункта. Население 3532 человека по переписи 2011 года. Площадь 15,321 км².
| Населённый пункт | Население (2011), человек |
| ---------------- | ------------------------- |
| Айия-Марина      | 5                         |
| Айос-Атанасиос   | 13                        |
| Неа-Перамос      | 3514                      |

## Население
| Год  | Население, человек |
| ---- | ------------------ |
| 1991 | 1983               |
| 2001 | 2412               |
| 2011 | ↗ 3514             |